# Erwin Poeschel
Erwin Poeschel (* 23. Juli 1884 in Kitzingen am Main (Bayern); † 21. Juli 1965 in Kilchberg ZH) ist vor allem bekannt durch seine Tätigkeit als Kunsthistoriker.

## Leben und Wirken
Erwin Poeschel, Bruder von Hans Poeschel, studierte Jura in München und war als Rechtsanwalt in Kempten (Allgäu) tätig. 1913 übersiedelte er wegen seiner Lungentuberkulose in die Deutsche Heilstätte nach Davos. Von Ende März 1914 bis Sommer 1915 wohnte er mit seiner zukünftigen Frau in der Pension Mossiers, Vila Rusticana in Davos. Er führte mit seiner Frau Frieda geb. Ernst die Pension «Stolzenfels» bis 1928, wo er sich unter anderen mit dem Schriftsteller Klabund und den Malern Jakob Wassermann und Augusto Giacometti anfreundete.
Danach begann er seine Tätigkeit als Kunsthistoriker. Er war als Inventarisator tätig und verfasste zahlreiche Schriften über Baudenkmäler. 1927 gehörte er zu den Mitbegründern des Schweizerischen Burgenvereins. 1926 erhielt er auf Antrag des Schweizerischen Ingenieur- und Architektenvereins SIA von der Landschaft Davos das Schweizer Bürgerrecht. 
1929 zog Poeschel nach Zürich um, wo er 1933 von der Universität Zürich zum Dr. phil. h. c. ernannt wurde. 
Poeschels Bibliothek wird seit 1966 im Staatsarchiv Graubünden in Chur aufbewahrt. Mit zahlreichen Handschriften, Fotos und über 2500 Büchern gehört sie zu den umfangreichsten Beständen aus privater Hand im Staatsarchiv.

## Schriften (Auswahl)
- Augusto Giacometti. Rascher, Zürich 1922, DNB 575402393.
- Bünder Jahreszeiten. Verlagsgesellschaft, Zürich 1928, DNB 361290101.
- Das Burgenbuch von Graubünden. Orell Füssli, Zürich 1929, DNB 36129008X.
- Die Kunstdenkmäler des Kantons Graubünden. 7 Bände. Basel 1937–1948.
- Die Kunstdenkmäler des Fürstentums Liechtenstein. 1950.
- Die Kunstdenkmäler des Kantons St. Gallen. Bände 2 und 3. 1957–1961.
- Zur Kunst- und Kulturgeschichte Graubündens. Ausgewogene Aufsätze. Herausgegeben von der Gesellschaft für Schweizerische Kunstgeschichte, dem Schweizerischen Institut für Kunstwissenschaft Zürich und der Kantonalen Denkmalpflege Graubünden. Kommissionsverlag Berichtshaus, Zürich 1967, DNB 457824549.